# Гулькевич, Николай Васильевич
Николай Васильевич Гулькевич (1817 — 27 ноября 1876, Санкт-Петербург) — российский государственный деятель, тайный советник, статс-секретарь Его Императорского Величества.

## Биография
Родился в 1814 году в г. Орехове Мелитопольского уезда Таврической губернии в обер-офицерской семье секретаря Василия Григорьевича Гулькевича и его жены Марии Ивановны.
Братья: Александр (?—1891) — генерал-лейтенант и Пётр (?—1883) — действительный статский советник.
В службе и классном чине с 1836 года. 
С сентября 1840 года по ноябрь 1841 года старший помощник правителя канцелярии, а с мая 1843 года чиновник по особым поручениям Таврического губернатора.
31 мая 1847 назначен старшим столоначальником в отделение сельского хозяйства и горного производства в канцелярию Кавказского наместника в г. Тифлис.
В сентябре 1848 года уволен с должности старшего столоначальника в г. Тифлисе и уехал в поисках работы в г. Санкт-Петербург.
В ноябре 1848 года принят на должность личного секретаря управляющего делами Кавказского комитета В.П. Буткова.
28 сентября 1849 года назначен секретарем канцелярии Кавказского комитета, с причислением к 1 отделению Собственной Его Императорского Величества канцелярии.
До 1857 года статский советник, помощник статс-секретаря и управляющий делами Кавказского и Сибирского комитетов состоящий при Первом отделении Собственной Его Императорского Величества канцелярии.
В 1857 году   произведён в действительные статские советники, в 1864 году  в  тайные советники. В 1865 году назначен статс-секретарём Его Императорского Величества с оставлением в должности управляющего делами Кавказского комитета.
Был награждён всеми российскими орденами вплоть до ордена Святого Александра Невского, пожалованного ему в 1873 году.
1 ноября 1876 года получив от императора отпуск на 4 месяца в связи с болезнью, выехал на лечение во Францию.
27 ноября 1876 года умер, находясь на лечении в Ментоне близ Ниццы во Франции.
18 декабря 1876 года в 13 часов поезд с гробом прибыл в Санкт-Петербург на станцию Варшавской железной дороги, откуда тело в сопровождении кортежа перевезли в церковь Воскресенского Новодевичьего монастыря, где произошло отпевание и погребение на монастырском кладбище.

## Награды
25 апреля 1842 награжден за заслуги орденом Святого Станислава 3 степени.
03 декабря 1844 награжден орденом Святого Владимира 4 степени.
01 января 1850 награжден орденом Святой Анны 1 степени.
22 августа 1852 награжден знаком отличия "XV лет беспорочной службы".
05 мая 1855 награжден персидским орденом Льва и Солнца 2 степени со звездой.
30 декабря 1855 награжден орденом Святого Владимира 3 степени.
26 августа 1856 награжден серебряной медалью 1 разряда по случаю коронования императора Александра II.
15 февраля 1858 награжден орденом Льва и Солнца 1 степени.
22 августа 1858 награжден знаком отличия "XX лет беспорочной службы".
12 апреля 1859 награжден орденом Святого Станислава 1 степени.
23 апреля 1861 награжден орденом Святой Анны 1 степени.
07 февраля 1865 награжден золотой медалью "За труд по освобождению крестьян" для помещения в петлице на Александровской ленте.
28 декабря 1866 награжден орденом Святого Владимира 2 степени.
10 февраля 1867 награжден особым знаком отличия "За введение в действие положения 1861 года".
30 декабря 1868 награжден орденом Белого орла.
08 апреля 1873 награжден орденом Святого Александра Невского.

## Память
- В честь Н. В. Гулькевича был назван город Гулькевичи[3].

## Семья
- Сын Константин (1865—1935) — дипломат, посол